# Ruta Estatal de California 198
La Ruta Estatal de California 198, y abreviada SR 198 (en inglés: California State Route 198) es una carretera estatal estadounidense ubicada en el estado de California. La carretera inicia en el Oeste desde la US 101     cerca de San Lucas en sentido Este hasta finalizar en el parque nacional de las Secuoyas. La carretera tiene una longitud de 227,4 km (141.273 mi).

## Mantenimiento
Al igual que las autopistas interestatales, y las rutas federales y el resto de carreteras estatales, la Ruta Estatal de California 198 es administrada y mantenida por el Departamento de Transporte de California por sus siglas en inglés Caltrans.

## Cruces
La Ruta Estatal de California 198 es atravesada principalmente por los siguientes cruces:

 SR 33  en Coalinga
 I 5  cerca de Coalinga
 SR 41  en Lemoore
 SR 43  cerca de Hanford
 SR 99  en Visalia
 SR 63  en Visalia